# خینگان بزرگ
خینگان بزرگ (به لاتین: Greater Khingan) یک رشته‌کوه در چین است که در Located in Northeast China واقع شده‌است. خینگان بزرگ ۲٬۰۳۵ متر بالاتر از سطح دریا واقع شده‌است.